# Galaor
Galaor es un personaje del ciclo caballeresco de Amadís de Gaula, iniciado en la literatura medieval española y continuado después en obras italianas, alemanas y francesas. Galaor interviene en varios de los amadises españoles e italianos. También lleva el nombre de Galaor una casa editorial española, Ediciones Galaor. 

## Galaor como personaje delAmadís de Gaula
Según el primer libro de Amadís de Gaula, Galaor es el hermano menor de Amadís, hijo como este del rey Perión de Gaula (Gales) y la princesa Elisena de Bretaña. A los tres años de edad es raptado por el gigante Gandalac, a quien se le había profetizado que Galaor lo vengaría de otro gigante llamado Albadán, que lo había despojado de la peña de Galtares. Efectivamente, al llegar a la adolescencia, Galaor es armado caballero por su hermano Amadís (sin conocer su parentesco) y desafía y mata a Albadán. Poco después tiene una fugaz relación con Aldeva, sobrina del duque de Bristoya, con lo cual inicia una vida sexual llena de romances pasajeros, que a lo largo del ciclo amadisiano estará en contraste con la estricta fidelidad de Amadís a su amada Oriana. También lucha, sin conocerlo, con su hermano, aunque la intervención de Baláis interrumpe el combate. Entra como caballero al servicio del rey Lisuarte de Gran Bretaña, de cuya corte sale con Amadís por una traición que los hace caer a ambos prisioneros, pero logra liberarse gracias a sus dotes de seductor y después rescata al rey Lisuarte, que había sido raptado por el encantador Arcaláus. Topa después con Florestán, hijo de su padre Perión y de la hija del conde de Selandia, y se enfrenta dos veces con él, para averiguar su identidad. 
En el segundo libro de Amadís de Gaula, Galaor fracasa en las aventuras de la cámara defendida y de la Verde Espada, reservadas a Amadís, y después participa en la batalla contra el rey Cildadán de Irlanda, en la cual mata al gigante Cartadaque, pero queda medio muerto y es recogido junto con Cildadán por unas doncellas misteriosas y curado de sus heridas por Urganda la Desconocida. De su relación con Julianda, sobrina de Urganda, nace un hijo llamado Talanque, que casa con Calafia, reina amazona de la ínsula California.
En el tercer libro de Amadís de Gaula, Galaor y Cildadán son librados por Amadís y Bruneo de Bonamar de ser aprisionados por el gigante Madarque. Después solicita a Norandel, hijo extramatrimonial del rey Lisuarte, que sea su compañero de aventuras durante un año. Lucha con el rey Lisuarte contra el ejército de Galvanes e intercede con Lisuarte para que le entregue a Galvanes el castillo y la villa de la ínsula de Mongaza, como vasallo suyo. Se encarga de la custodia de Lisuarte en su batalla contra los siete reyes. Junto con Norandel es engañado por Arcaláus, aunque a fin de cuentas logran liberarse y Galaor tiene un breve amorío con Dinarda, perversa sobrina de Arcaláus. Aconseja a al rey Lisuarte que ni case a Oriana con el Patín, hermano del emperador de Roma, ni la desherede.
En el cuarto libro de Amadís de Gaula, Galaor está enfermo en Gaula cuando su padre se prepara a luchar contra Lisuarte. Acude a la Ínsula Firme junto con su madre Elisena, y Amadís dispone que contraiga matrimonio con la joven Briolanja, reina de Sobradisa, antes enamorada del propio Amadís. Después de las bodas, Galaor, convertido por su matrimonio en rey de Sobradisa, ayuda a Dragonís a conquistar la Ínsula Profunda.

## Galaor en otros libros del ciclo amadisiano
Galaor también es un importante personaje del libro italiano Adjunta al cuarto libro de la historia de Amadís de Gaula, obra de Mambrino Roseo publicada en Venecia en 1563. Engañado por Rota, parte de la Ínsula Firme para liberar a Amadís de las artimañas de Arcaláus. Después del viaje, libera la Ínsula de la Crueldad de una banda de despiadados gigantes con ayuda de la giganta Licona, quien después lo acompaña en sus aventuras. Es capturado por el rey de Galacia, pero logra escapar gracias a la complicidad de ka reina. Rodeado por la guardia del rey, es socorrido por Amadís y se refugia con ´este en el castillo del Monte, donde se enfrenta con los reyes de Galacia y Fenicia y los derrota. Durante el viaje a los dominios de su cuñado Bruneo de Boanmar, rey de Arabia, libera con sus compañeros la ínsula de Liconia de los cíclopes que la señoreaban, y combate por el honor de la Señora de las Tiendas contra Giscardo, Salardino y Calistora. Participa en un combate de diez contra diez que resuelve el destino del reino de Bruneo. En Gran Bretaña participa con éxito en el duelo final que decide el fin de la guerra. 
En Las sergas de Esplandián, quinto libro del ciclo amadisiano (1510), escrito por Garci Rodríguez de Montalvo, Galaor participa en la defensa de Constantinopla contra los infieles, después de lo cual es encantado por Urganda la Desconocida en la Ínsula Firme. De su matrimonio con Briolanja nacen dos hijos, Garínter y Perión de Sobradisa.
En Florisando, sexto libro amadisiano (1510), escrito por Ruy Páez de Ribera, Galaor y Briolanja tienen otro hijo llamado Orgalán.
En El segundo libro de las sergas de Esplandián, obra italiana de Mambrino Roseo (1564), Galaor es desencantado por Urganda y llevado a una lejana tierra, donde corre aventuras con el nombre de Caballero del Grifo. Se reconoce con su sobrino Esplandián cuando está combatiendo en defensa de Girometa; es huésped con él de la Señora de las Tiendas y decide acompañarlo. Durante sus recorridos se enamora de Iliria, una doncella enviada por la princesa Alquimora para pedir la liberación de Amadís de Gaula, y es correspondido por ella. Participa después en un combate con los hermanos de Micaldo y mata a Dandalio, después de lo cual abandona a la desconsoalda Iliria y reemprende su camino. En el Japón combate a favor de Delia, doncella que ha pedido su ayuda contra una rival en amores que con engaños ha hecho invalidar su reciente matrimonio. Enseguida participa entre los Caballeros Negros en la guerra contra Lucanor, usurpador del reino de Orán, e intercede por la paz con el rey de China. Al final de la obra es conducido nuevamente por Urganda a la Ínsula Firme y vuelve a quedar encantado allí.
En el sétimo libro amadisiano, el Lisuarte de Grecia de Feliciano de Silva (1514), Galaor participa en la batalla por la defensa de Constantinopla y se enfrenta con varios caballeros.
En el octavo libro amasiadiano, el Lisuarte de Grecia de Juan Díaz (1526), que es continuación del Florisando, Galaor y Briolanja, al final de la obra,  deciden abrazar la vida religiosa y entrar en sendos conventos.
En el Amadís de Grecia de Feliciano de Silva (1530), Galaor acompaña a su hermano Amadís en diversas aventuras y tiene con Briolanja una hija llamada Galarcia.
En La tercera parte de Amadís de Grecia, obra italiana de Mambrino Roseo (1564), el rey Galaor envía un contingente de cuatro mil caballeros a la coalición cristiana para la lucha contra los reinos rebeldes.
En la Sexta parte de Esferamundi de Grecia, obra italiana de Mambrino Roseo (1565), el rey Galaor, ya anciano, demuestra todavía su valor en la batalla final en el imperio del soldán de Alapa y muere combatiendo contra tres gigantes. 
En los libros alemanes y franceses del ciclo amadisiano continúan participando en la acción diversos descendientes de Galaor.